# Henri II de Virnebourg
Henri II de Virnebourg (vers 1244 - Bonn, 5 janvier 1332) fut archevêque de Cologne de 1304 jusqu'à sa mort.

## Biographie
Henri II est le sixième fils du comte Henri de Virnebourg et de son épouse Ponzetta van Oberstein. En 1288, il combattit avec son père et son frère Ruprecht dans la bataille de Worringen aux côtés du duc Jean Ier de Brabant.
À partir de 1288, Henri II était en possession de deux prébendes et était chanoine de l'église Saint-Géréon de Cologne. En 1292, il devint aumônier du roi Adolphe de Nassau, auquel il était lié. Dans les années suivantes, il occupa également plusieurs fonctions ecclésiastiques: il devint prévôt de la cathédrale de Cologne et archidiacre de l'archidiocèse de Trèves et de l'archidiocèse de Cologne. En 1300, Henri II fut élu archevêque de Trèves, mais le pape refusa son élection. Néanmoins, Henri est resté actif en tant que contre-évêque jusqu'en 1306, lorsque Diether de Nassau a été nommé archevêque de Trèves par décision papale.
En 1304, il fut élu archevêque de Cologne, mais ne fut ratifié par le pape qu'en 1306. Lors de l'élection du roi Henri VII en 1308, Henri II suivit l'exemple de l'archevêque Baudouin de Luxembourg de Trèves et de l'archevêque Pierre d'Aspelt de Mayence et donna son vote à Henri VII en échange d'un paiement substantiel.
Henri II décida d'installer sa résidence comme archevêque de Cologne à Bonn, où il fut prévôt de la Fondation Saint-Cassius de 1313 à 1328. De là, Henri II rédigea environ 110 écrits et chartes, dans lesquels il annula les péages que son prédécesseur avait introduits de force et dans lesquels il demanda à l'empereur Henri VII l'autorisation de facturer un nouveau péage à Bonn. Henri II a également reçu le soutien des citoyens de Bonn dans sa querelle avec le seigneur de Valkenburg, Reinoud van Valkenburg à la bataille de Euskirchen, après quoi, en remerciement, il a exempté les citoyens du péage du Rhin sur toutes les marchandises. De plus, sous Henri II, c'était la première fois qu'un roi germano-romain était couronné à Bonn : le 25 novembre 1314, Henri II couronna le duc Frédéric le Bel d'Autriche dans la cathédrale de Bonn en tant que roi romain-allemand.
Henri II a également avancé les travaux de construction de la cathédrale de Cologne et a pu inaugurer le grand chœur de celle-ci, le 27 septembre 1322. En outre, il a joué une influence décisive dans le procès d'hérésie contre Maître Eckhart lorsque l'accusation écrite a été déposée auprès de lui en 1325 et a renvoyé la procédure à la curie papale à Avignon.
Selon des sources contemporaines, Henri II était un bavard qui aimait l'alcool. En janvier 1332, il mourut de vieillesse dans la ville de Bonn, et il fut enterré à côté de sa sœur, l'abbesse Ponzetta de Dietkirchen, dans la chapelle Sainte-Barbara de la cathédrale de Bonn. Sa tombe n'existe plus.